# Nueva Arica
Nueva Arica es una localidad y capital del distrito de Nueva Arica en la provincia de Chiclayo, departamento de Lambayeque.

## Demografía
En el 2017 contaba con una población de 1 792 habitantes por lo que es la localidad más poblada del distrito.